# Бараштиј Хацегулуј (Хунедоара)
Бараштиј Хацегулуј (рум. Bărăștii Hațegului) насеље је у Румунији у округу Хунедоара у општини Сантамарија-Орља. Oпштина се налази на надморској висини од 348 m.

## Становништво
Према подацима из 2002. године у насељу је живело 380 становника.

### Попис2002.
| Расподела становништва по националности 2002.‍ | Расподела становништва по националности 2002.‍ | Расподела становништва по националности 2002.‍ | Расподела становништва по националности 2002.‍ | Расподела становништва по националности 2002.‍ |
| --------------------------------------------- | --------------------------------------------- | --------------------------------------------- | --------------------------------------------- | --------------------------------------------- |
|                                               |                                               |                                               |                                               |                                               |
| Румуни                                        | Румуни                                        |                                               | 346                                           | 91,3%                                         |
| Роми                                          | Роми                                          |                                               | 33                                            | 8,7%                                          |